# Anoplotettix kofleri
Anoplotettix kofleri är en insektsart som beskrevs av Dlabola 1995. Anoplotettix kofleri ingår i släktet Anoplotettix och familjen dvärgstritar. Inga underarter finns listade i Catalogue of Life.